# Balparda-Villar
Balparda-Villar es un barrio situado en Santurce (Vizcaya, España), situado en la entrada occidental del pueblo,
antes de llegar a Cabieces.
Lo conforman las barriadas de Balparda, Villar Alto y Villar Bajo, siendo un entorno lleno de caseríos.

## Calles
La calle Mellogane y la avenida Antonio Alzaga son las vías principales.

## Economía
En este barrio está el polígono industrial de Balparda, al lado de la entrada a la autopista A-8. El polígono industrial tiene un área de tres hectáreas.
- Datos: Q12254738